# Zorry Kid
Zorry Kid è un personaggio dei fumetti ideato da Benito Jacovitti, apparso sulle pagine del Corriere dei Piccoli e del Corriere dei Ragazzi dal 1968 al 1973 (ed in seguito anche su Il Giornalino). Rappresenta una parodia del personaggio di Zorro.

## Storia
Anche in questo caso c'è un giovane californiano, Kid Paloma, che, stanco delle prepotenze del governatore Don Pedro Magnapoco, indossa una mascherina nera trasformandosi in Zorry Kid, nemico di tutte le ingiustizie. E dato che Kid Paloma trascorre ostentatamente il proprio tempo ballando il flamenco, disinteressandosi di tutto e di tutti, nessuno potrebbe mai scoprire il suo segreto, né riuscirebbe mai a credere che è davvero capace di cavarsela, con spada e pistole, anche nelle situazioni più difficili. Suo diretto antagonista è il capo della polizia Perfidio Malandero, i cui insuccessi vengono puniti con i ceffoni della leggiadra Alonza Alonza detta Alonza, figlia del governatore. A fianco dell'eroe mascherato troviamo invece il simpatico e sbrigativo frate Fra Caramba.

## Personaggi principali
- Alvaron de la Gota, scorbutico nonno di Kid Paloma che disprezza lo stile di vita nullafacente del nipote e ammira il coraggio di Zorry Kid, senza sapere che i due sono la stessa persona. Il suo nome deriva dalla gotta che lo costringe a tenere una gamba fasciata e a camminare con l'aiuto di due bastoni, con cui è ansioso di punire il "pigro" nipote. Oltretutto Alvaron possiede una lunga barba bianca in grado di muoversi come un terzo braccio ed in grado di assumere le forme più particolari, come mani o spade con cui minacciare il nipote o chiunque lo infastidisca.
- Carmelito Battiston, maggiordomo di Alvaron e Kid Paloma, è la controparte di Bernardo, il servo muto di Zorro. I suoi fumetti sono completamente bianchi perché, come spiega Zorry, Carmelito sa leggere ma non sa scrivere! Però, dato che tecnicamente non è muto, gli altri personaggi lo capiscono perfettamente, e spesso il suo padroncino gli chiede di raccontare brevi ma divertentissime barzellette in bianco per zittire il nonno.
- Saratoga, il cavallo di Zorry Kid. Quando non è impegnato a difendere i deboli con il suo padrone riprende la sua normale identità di (dice Jacovitti) "ragioniere a Busto Arsizio".
- Don Pedro Magnapoco, malvagio e prepotente governatore "della cosa, della California" (così viene chiamata la California), sempre pronto a commettere atti di tirannia nei confronti del popolo che dovrebbe governare con giustizia, e per questo le sue natiche sono le superfici su cui Zorry Kid ama di più applicare le sue "Z".
- Perfidio Malandero, il comandante della guarnigione e principale antagonista di Zorry Kid. Come il nome suggerisce è un capitano perfido e malandrino, che ricorre ai metodi anche più bassi e subdoli pur di catturare l'eroe del La cosa, de la California, finendo ogni volta sconfitto e perciò schiaffeggiato.
- Martin Pelota, goffo sergente sottoposto di Malandero e controparte del Sergente Garcia in Zorro. È la principale vittima delle "Z" che Zorry Kid dispensa all'inizio di quasi ogni avventura, e per ogni "Z" che Pelota riceve, il capitan Malandero è destinato a ricevere un ceffone dall'Alonza.
- Fra Caramba, il frate che sovraintende alla missione, con il caratteristico minisaio e all'occorrenza dispensatore di calci fortissimi.
- Alonza Alonza, detta Alonza, è la figlia del governatore. È dotata di una potenza manuale titanica, infatti ogni volta che Zorry Kid, di cui è innamorata, vince, lei schiaffeggia con le sue potentissime mani il povero capitano Malandero.
- Sbirri, Sbirroni e Sbirretti, i soldati del governatore e sottoposti del capitano. Di tutte le forme e dimensioni, sono spesso visti, guidati dal sergente Pelota, mentre compiono i peggiori atti di cattiveria nei confronti del popolo della cosa, della California, per poi essere prontamente fermati da Zorry Kid, grazie a cui nelle vignette successive la situazione si ribalta, e gli sbirri subiscono altrettante dolorose punizioni dal popolo, mentre Zorry Kid è occupato ad applicare la "Z" al grasso sergente.

## Violenza
Come per Cocco Bill e Jack Mandolino, le storie di Zorry Kid sono apparentemente portatrici di una violenza estrema rispetto a quanto ci si aspetterebbe in un normale fumetto per ragazzi. Nel corso dei duelli a fior di spada accade spesso che i soldati ed il perfido Malandero si ritrovino con naso e dita affettate più volte (senza però spargimento di sangue), per poi essere prontamente riattaccate nella vignetta successiva, mediante fasciature istantanee e di sconosciuta origine; oppure gli abusi dispensati dagli sbirri verso il popolo sono terribili ma, grazie alle straordinarie doti scenografiche di Jacovitti e alla prontezza con cui gli innocenti abusati diventano castigatori, tali violenze al lettore risultano unicamente comiche. 

## Cartoni animati
Nel 2006 era stata messa in cantiere la produzione di una serie a cartoni animati dedicata al personaggio, ma il progetto, prodotto da Rai Fiction e Graphilm, è al momento abbandonato a causa della mancanza di sufficienti coproduttori. Potrebbe comunque essere ripreso in futuro, essendo interessata al progetto anche la de Mas & Partners.